# Mietvilla Halbkreisstraße 12

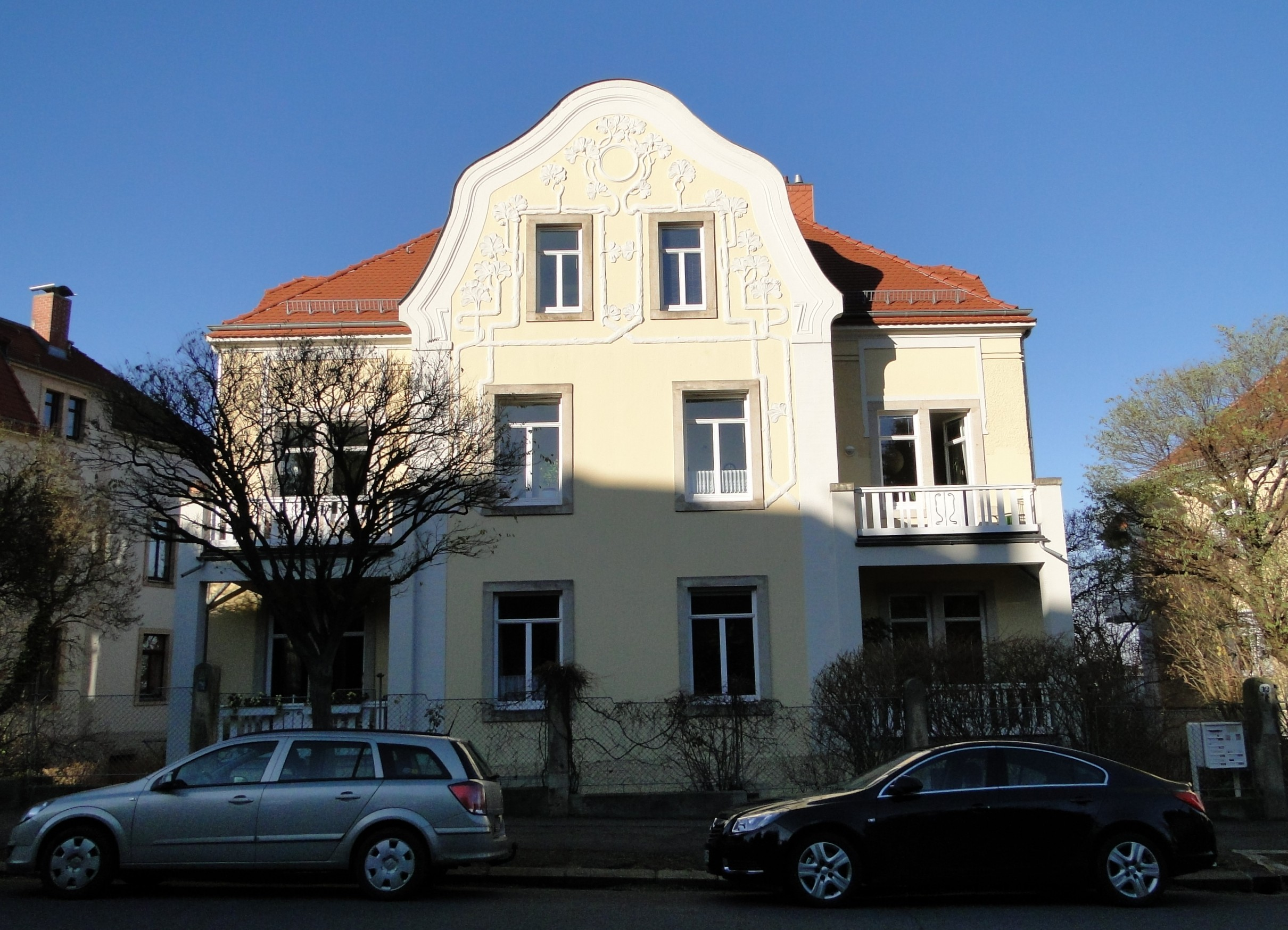
Mietvilla Halbkreisstraße 12

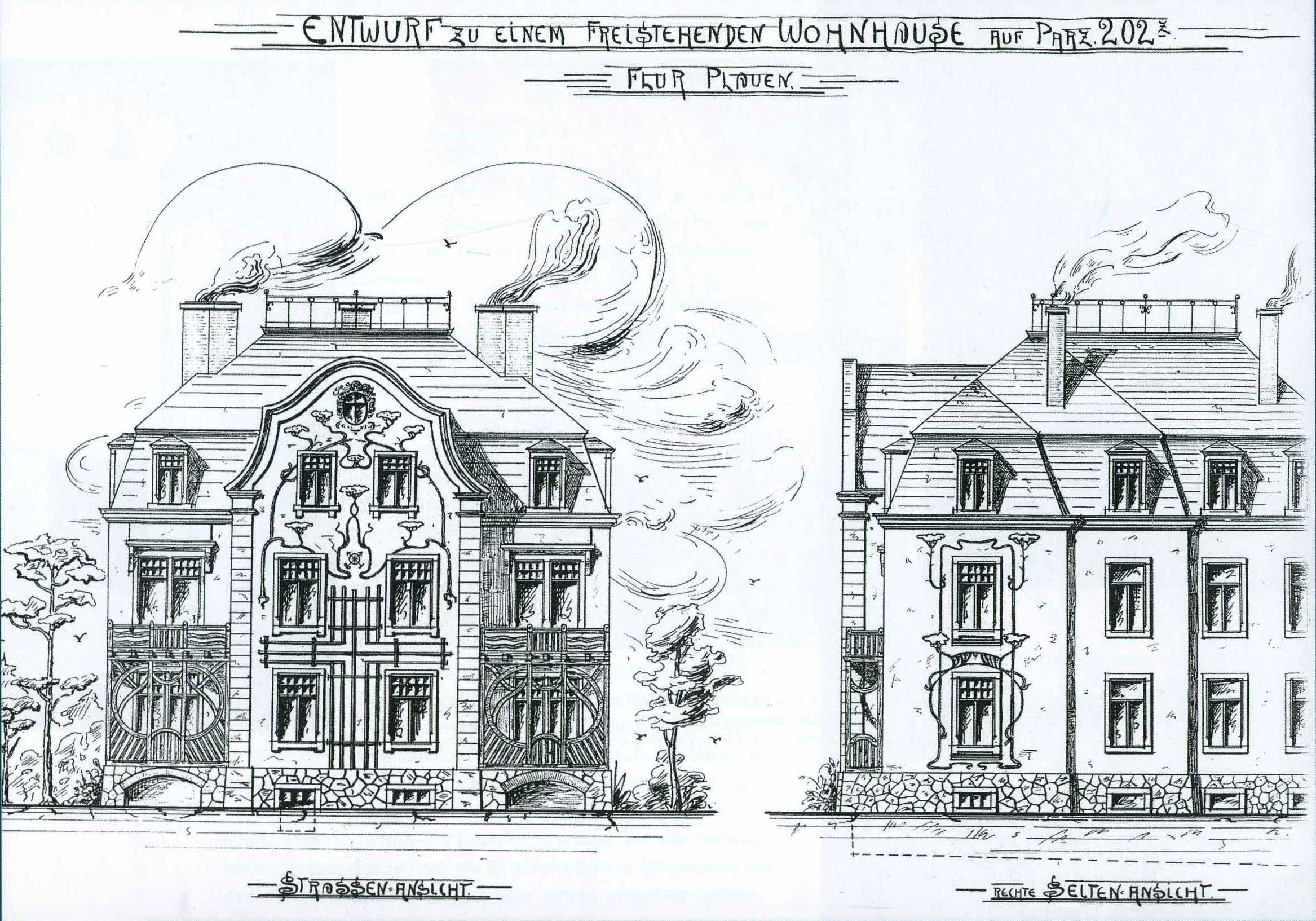
Dresden, Mietvilla Halbkreisstraße 12, Aufriss aus der Bauakte, 1902

Die Mietvilla Halbkreisstraße 12 ist ein denkmalgeschütztes Jugendstil-Wohnhaus im Dresdner Stadtteil Plauen, das 1903 von William Huscher für den dort ansässigen Gustav Arthur Schule erbaut wurde.
Durch die Vernachlässigungen und den Verfall während der Kriegs-, Nachkriegs- und DDR-Zeit war in den 1990er Jahren eine Wiederherstellung des Ursprungszustandes nicht (mehr) möglich, die Sanierung hat sich im Äußeren auf wesentliche Fassadendetails beschränken müssen, die allerdings mit großer Sorgfalt wiederhergestellt wurden.

## Beschreibung
Das zweigeschossige Haus mit Walmdach hat eine Fassade, deren Frontlänge vier Achsen breit ist, wobei ein mittig angebrachter Risalit zwei Achsen beansprucht. Der Risalit zeigt als oberen Abschluss einen Schweifgiebel mit reicher Stuckornamentik im Jugendstil.
Die Denkmaleigenschaft wird vom Landesamt für Denkmalpflege Sachsen beschrieben: „Zeittypischer Bau der Architektur um 1900, Putzfassade mit dominanter, reicher Jugendstildekoration.“